# فافونيا
فافونيا هي مستوطنة، في سريلانكا، تقع في مديرية فافونيا، بلغ عدد سكانها 75,175 نسمة وذلك حسب إحصائيات سنة 2007، تبلغ مساحتها 22.5 كيلومتر مربع.